# 慢慢喜歡你
《慢慢喜歡你》（英語：Growing Fond of You）是香港歌手莫文蔚的一支數位單曲，收錄於專輯《我們在中場相遇》。歌曲推出後勇奪多個流行榜冠軍；YouTube觀看次數更突破6000萬；同年憑該歌曲首次贏得CASH金帆音樂獎最佳女歌手演繹；翌年於中國公告牌音樂單曲榜獲得第7的最高成績。截止2019年11月，歌曲一共獲得超過10座獎項，為莫文蔚獲獎最多的一首作品。單曲成功打入觀看次數最多的YouTube中文音樂影片列表。

## 背景與發行
「慢慢的」是現代人已經失去的生活質量。愛情的火花發生的那刻當然讓人心動，但只有在點滴時光的累積中，感情的價值才越來越珍貴。為了表達這種「慢慢的」情感價值， MV特別請到電影導演陳映蓉執導，並特別邀請資深演員張瓊姿、洪勝德飾演一對老夫老妻，透過準備孩子婚禮的過程中兩人為對方披上圍巾、打領帶等日常卻情深的小互動，與即將成婚的新人（夏騰宏、郭汶欣）互相對照出經歷年歲累積的深厚感情，簡單卻深刻感人。

## 評價
和一般情歌的模式不盡相同，〈慢慢喜歡你〉寫的情不是轟轟烈烈的，而是點滴累積的，重點在一個「慢」字。莫文蔚是以歌聲說故事的能手，從剛開始到慢慢的老去，她以平淡但細膩的演繹方式，把當中情感的濃度不斷提升。李榮浩的曲子有發自內心的感覺，樸實卻令人深刻，歌詞用的意象也令作品更有畫面。由馮翰銘來編曲也是非常合適的人選，很精緻、很有味道，同樣功不可沒。

## 曲目
| 曲序     | 曲目       | 词曲     | 编曲     | 製作人   | 时长 |
| -------- | ---------- | -------- | -------- | -------- | ---- |
| 1.       | 慢慢喜歡你 | 李榮浩   | 馮翰銘   | 荒井十一 | 3:41 |
| 总时长： | 总时长：   | 总时长： | 总时长： | 总时长： | 3:41 |

## 音樂錄像
| 歌名                       | 首發日期      | 平台    | 觀看次數   | 連結                        |
| -------------------------- | ------------- | ------- | ---------- | --------------------------- |
| 慢慢喜歡你 Teaser          | 2018年2月26日 | Youtube | 61,194     | 連結                        |
| 慢慢喜歡你                 | 2018年3月1日  | Youtube | 67,673,895 | 連結 （页面存档备份，存于） |
| 慢慢喜歡你 官方中文字幕 MV | 2018年7月18日 | Youtube | 73,672     | 連結 （页面存档备份，存于） |

## 所獲獎項 / 提名
- 2018 CASH金帆音樂獎 - 最佳女歌手演繹
- 2018 CASH最廣泛演出金帆獎 - 國語流行作品
- 2018年度叱咤樂壇流行榜頒獎典禮 - 我的歌托邦「我最喜愛的歌曲」
- 無錫廣播電視台 七彩金曲排行榜2018 - 年度十大金曲
- 江蘇音樂廣播 - 2018年度十大金曲
- 加拿大至HIT中文歌曲排行榜年度總選 - 至HIT推崇國語十大歌曲
- QQ音樂 2018巔峰榜年終榜單 - 十大巔峰金曲
- 流行音乐全金榜 - 2018年度20大金曲
- 第26屆东方风云榜 - 動感101年度金曲
- 第十八屆全球華語歌曲排行榜 - 年度二十大金曲、最佳作曲獎（李榮浩)
- 2019Hito流行音樂獎 - 2018 hito年度十大華語歌曲
- 第8屆阿比鹿音樂獎 - 年度流行單曲
- 第12屆無線音樂盛典咪咕匯 - 年度十大金曲
- 第11屆華語金曲獎：
  - 年度最佳作曲人/李榮浩（提名）、年度最佳作词人/李榮浩（獲獎）
- 2018全球华人歌曲排行榜：
  - 年度最佳作曲、年度最佳作詞 - 李榮浩（提名）、年度金曲（獲獎）
- 第4屆 LAVENDER MUSIC AWARDS（提名）：
  - 最受欢迎歌曲奖、最佳音乐录影带奖/ 陈映蓉、最佳作曲人奖/ 李榮浩
  - 年度歌曲獎（獲獎）
- 四川岷江音乐台 - 2018年度港台十大金曲
- 亞洲新歌榜2019年度盛典 - 年度最佳企劃歌曲
- FreshFM 2018年度新鲜华语流行歌曲榜 - 年度歌曲（提名）
- 第30屆金曲獎 - 最佳作曲人獎 (金曲獎)（提名）

年度排名：
- 國際在線 - 中國歌曲年度排名（單曲）第4位
- Spill.hk - 2018年30首最佳本地歌曲選（第2位）
- 動感101 - 最动感101金曲跨年倒数（第5位）
- HitFM聯播網 - 2018年度百首單曲（第63位）

## 數位平台紀錄
- KKBOX 華語年度單曲累積榜（2017-12-01 ~ 2018-11-30） -  第4位（香港）、第6位（馬來西亞）、第9位（台灣）、第15位（新加坡）
- youtube 年度十大熱門環球音樂影片  -  第6位（台灣）[5]、第7位（香港）
- 豆瓣 2018年度音乐榜单 – 3月熱門音樂（第3位）
- Spotify 2018年度華語金曲榜（第5位）
- myMusic 2018 華語單曲 TOP 50（第5位）
- Joox 2018年马来西亚 TOP100 中文歌曲（第26位）
- 網易雲音樂 2018年度最热新歌TOP100（第46位）
- 酷狗音樂 2018年熱播華語年終盤點（第54位）

## 其他翻唱版本
- 中國大陸歌手趙家豪，綜藝節目：2018中國好聲音
- 中國大陸演員韓東君，綜藝節目：跨界歌王第三季
- 中國大陸歌手王晰、鄭雲龍，綜藝節目：聲入人心
- 中國大陸演員馬思純，綜藝節目：快樂大本營
- 中國大陸演員张翰、戚薇，綜藝節目：快樂大本營
- 中國大陸演員魏大勛、藍盈瑩，浙江衛視中國藍劇場10周年慶生盛典晚會
- 香港歌手泳兒，重新感應泳兒演唱會
- 台灣歌手徐佳瑩，綜藝節目：蒙面唱將猜猜猜 (第三季)
- 台灣組合胡鬧一番，數位單曲
- 中国大陆歌手王源，TFBOYS日光旅行演唱会
- 新加坡歌手林俊杰，JJ的咖啡调调
- 香港歌手陳奕迅，EasON AIR 中國抖音線上音樂會

## 資料來源
1. ↑  . 新华网. 2018-03-02  [2019-09-22]. （原始内容存档于2019-09-22）.
2. ↑  . Spill.   [2019-01-10]. （原始内容存档于2020-09-22）.
3. ↑  . INSIDE.   [2018-12-27]. （原始内容存档于2021-02-20）.